# Мостиска Вторые
Мостиска Вторые (укр. Мостиська Другі, до 2013 года — Мостиска Вторая, укр. Мостиська Друга) — село в Шегининской сельской общине Яворовского района Львовской области Украины.
Население по переписи 2001 года составляло 965 человек. Занимает площадь 0,8 км². Почтовый индекс — 81320. Телефонный код — 3234.